# Stade de football de Nagai
Pour les articles homonymes, voir Stade Nagai.
Le Stade de football de Nagai (en japonais : 長居球技場), aussi appelé Stade Kincho est un stade de football, situé dans l'arrondissement Higashisumiyoshi-ku à Osaka, dans la préfecture du même nom au Japon. Inauguré en 1987, il est le terrain de jeu du Cerezo Osaka depuis 2010.
Depuis cette même année, l'entreprise japonaise Dainihon Jochugiku surnommé Kincho est un sponsor du Cerezo et détient les droits sur le nom du stade pour 30 millions de yen par an jusqu'au 31 décembre 2013. Le contrat a été renouvelé pour trois ans, jusqu'au 31 décembre 2016.

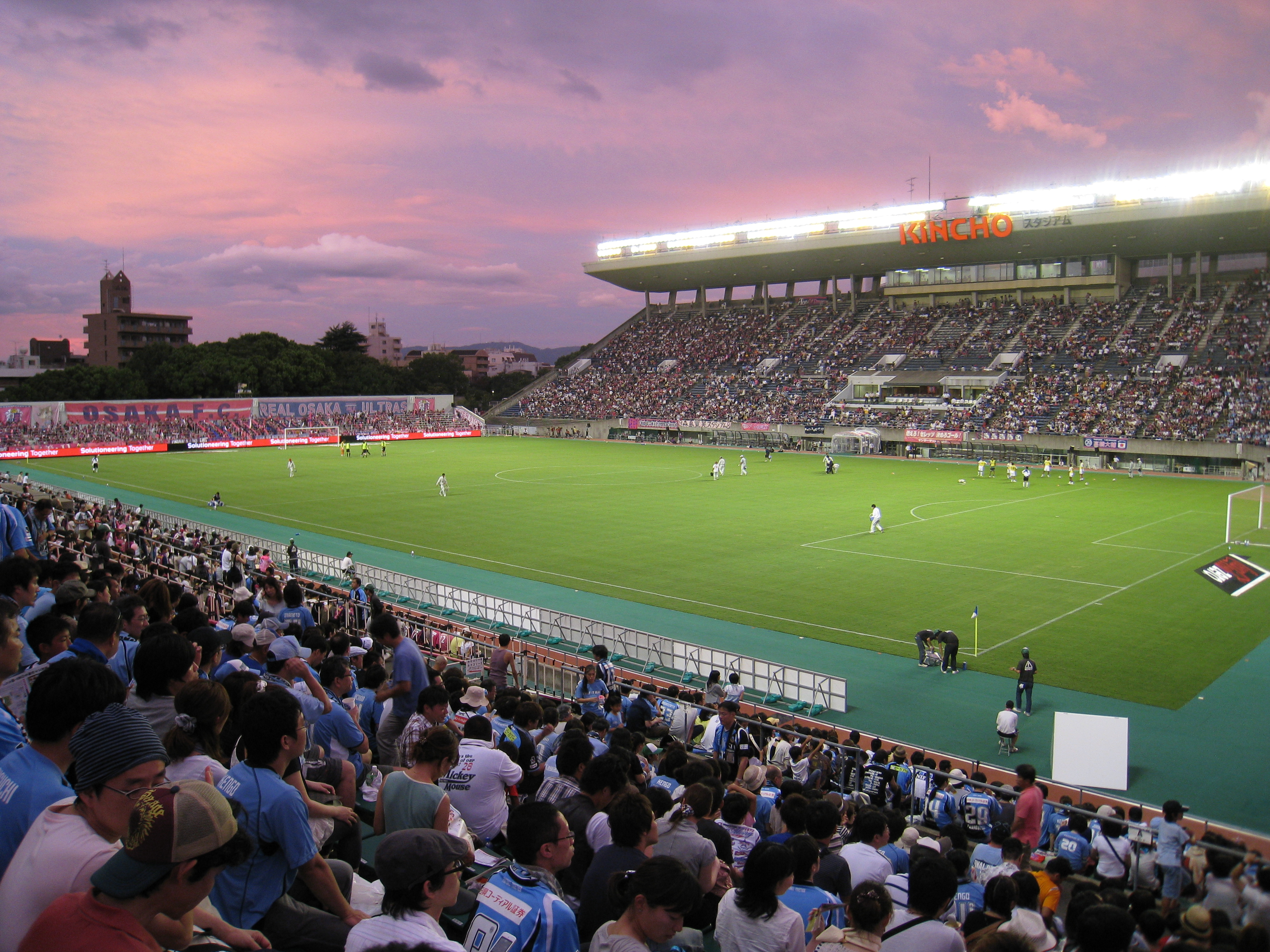
Nagai Ball Gall Field

L'enceinte, qui, avec le Stade Nagai et le Aid Stadium, fait partie du complexe du Parc Nagai, a une capacité de 20 500 places.